# 菲梅尼勒
菲梅尼勒（法語：Fiménil，法語發音：[fimenil] ⓘ）是法国大東部大區孚日省的一个市镇，属于埃皮纳勒区。

## 地理
菲梅尼勒（48°11'3"N, 6°42'51"E）面积5.13 平方千米，位于法国大東部大區孚日省，该省份为法国东北部内陆省份，北起默兹省和默尔特-摩泽尔省，西接上马恩省，南至上索恩省和贝尔福地区省，东临上莱茵省和下莱茵省。
与菲梅尼勒接壤的市镇（或旧市镇、城区）包括：沃洛涅河畔拉瓦勒、拉沃利讷迪乌、沃洛涅河畔莱庞日、普雷、博梅尼勒、尚勒迪克。

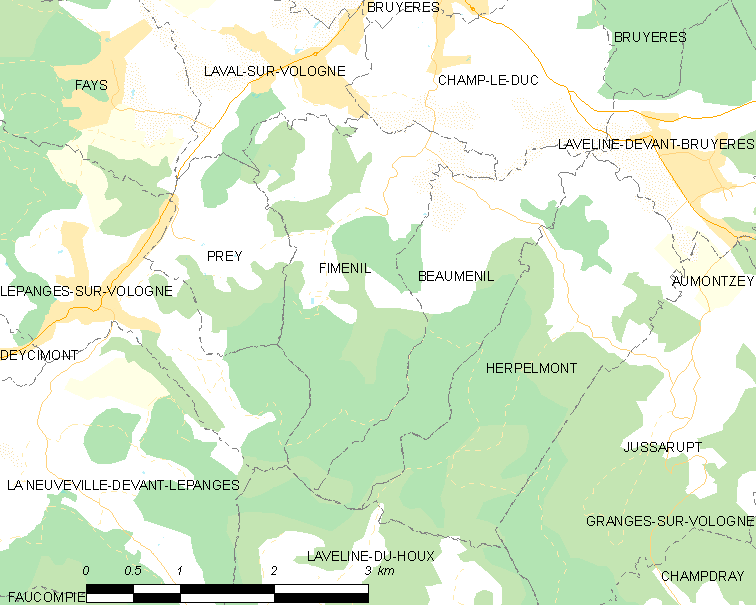
菲梅尼勒的OSM定位图

菲梅尼勒的时区为UTC+01:00、UTC+02:00（夏令时）。

## 行政
菲梅尼勒的邮政编码为88600，INSEE市镇编码为88172。

## 政治
菲梅尼勒所属的省级选区为布吕耶尔县。

## 人口

1962-2008年间菲梅尼勒人口变化图示

菲梅尼勒于2022年1月1日时的人口数量为232人。